# Toni Kuivasto
Toni Kuivasto (Tampere, 31 december 1975) is een Fins voormalig voetballer, die zijn carrière in 2010 afsloot bij de Finse eersteklasser FC Haka.

## Clubcarrière
Daarvoor speelde Kuivasto lane tijd bij Djurgårdens IF. Met deze club won hij het Zweedse kampioenschap in 2003 en 2005 en de Zweedse beker in 2004 en 2005.
Voor hij bij Djurgårdens terechtkwam speelde Kuivasto voor de Finse clubs FC Ilves, MyPa-47, HJK Helsinki (met deze club won hij in 2000 de Finse beker) en de Noorse club Viking FK (met deze club won hij in 2001 de Noorse beker).

## Interlandcarrière
Sinds 1997 speelde Kuivasto 75 interlands voor de Finse nationale ploeg. Hij scoorde één keer voor de nationale ploeg. Hij maakte op 21 februari 1997 zijn debuut tegen Maleisië onder leiding van de Deense bondscoach van de Finnen, Richard Møller-Nielsen, net als doelman Mikko Kavén (HJK Helsinki), Saku Puhakainen (TPS Turku), Arto Halonen (FF Jaro) en Mika Motturi (FC Lahti).

## Erelijst
HJK Helsinki
- Fins landskampioen

2000
- Suomen Cup

2000
 Viking FK
- Noorse beker

2001
 Djurgårdens IF
- Zweedse beker

2005